# Dachongosaurus
"Dachongosaurus", también conocido como "Dachungosaurus" es el nombre informal dado a un género de dinosaurio saurópodo cetiosáurido que vivió a principios del  período Jurásico, hace aproximadamente 189 millones de años, en el Sinemuriano y Pliensbachiano. Encontrado en China, el nombre fue acuñado por Zhao en 1985 y nunca descrito. Muy primitivo y con caracteres similares a los prosaurópodos.